# مارینا جوردانو
مارینا جوردانو (ایتالیایی: Marina Giordana؛ زادهٔ ۲۰ فوریهٔ ۱۹۵۵) بازیگر اهل ایتالیا است.
از فیلم‌هایی که وی در آن نقش داشته‌است، می‌توان به مسابقه ناعادلانه و الیسا اشاره کرد.